# Oltre i confini del male - Insidious 2
Oltre i confini del male - Insidious 2 (Insidious: Chapter 2) è un film del 2013 diretto da James Wan.
Si tratta del secondo capitolo della saga iniziata con Insidious e cronologicamente rappresenta il penultimo capitolo delle avventure tenebrose della famiglia Lambert, precedendo Insidious - La porta rossa.

## Trama
1986. Un medium di nome Carl chiede aiuto alla sua amica Elise per scoprire cosa tormenta il figlio di Lorraine Lambert, Josh. Attraverso il gioco "acqua o fuoco" Elise trova la posizione dell'entità e capisce che Josh ha la capacità di viaggiare in un mondo misterioso, chiamato l'Altrove. Carl, Elise e Lorraine decidono di far dimenticare al bambino le sue capacità attraverso l'ipnosi.
Venticinque anni dopo, Renai, la moglie di Josh, viene interrogata da un detective della polizia riguardo alla morte di Elise. Sconvolta dalla possibilità che il marito possa essere un assassino, Renai decide di trasferirsi con la sua famiglia a casa di Lorraine, la quale, notando qualcosa di strano nella casa, fa visita agli assistenti della defunta Elise, Specs e Tucker, per cercare una spiegazione. Essi le mostrano un vecchio video ritrovato da loro, risalente alla notte del 1986, nel quale è possibile vedere in un fotogramma il Josh del presente alle spalle del Josh bambino durante la seduta con Elise. Con l'aiuto di Carl, contattano Elise che li manda ad indagare all'ospedale dove anni prima lavorava Lorraine. Qui, la donna racconta la storia di un paziente di nome Parker Crane, che aveva spaventato suo figlio e si era suicidato gettandosi dal tetto dell'ospedale. Giunti alla casa di quest'uomo, i quattro trovano una stanza segreta, un abito da sposa nero e diversi ritagli di giornale riguardanti un uomo chiamato la "Sposa in nero", che aveva rapito e ucciso diverse persone con indosso appunto quell'abito. Cercano di contattare nuovamente Elise ma stavolta a parlare con loro è la violenta madre di Parker, che tenta di ucciderli facendo cadere su di loro un antico lampadario.
Lorraine capisce che suo figlio è posseduto e torna a casa per avvertire Renai e i suoi figli Dalton e Foster di allontanarsi da lui; mentre sono in macchina, Lorraine parla alla nuora della storia della Sposa in nero e della teoria che il vero Josh sia intrappolato nell'Altrove. Nello stesso momento Carl arriva alla casa dove si trova Josh, con una siringa di sedativo in tasca. Dopo una breve discussione il piano di sedare Josh fallisce, e Carl e gli assistenti vengono messi fuori combattimento. Tornata a casa Lorraine viene bloccata nell'armadio e Renai con i figli si barrica nella lavanderia. Qui, con un barattolo di latta utilizzato come telefono, Dalton si addormenta e va nell'Altrove per cercare di salvare suo padre, mentre Josh comincia a farsi strada nella stanza martellando il muro.
Nell'Altrove il vero Josh incontra Carl e i due trovano, in una sorta di ricordo, la vecchia casa di Josh, dove grazie ad Elise esplorano il passato: la madre di Parker, la Donna in bianco, insulta e picchia con violenza suo figlio nel tentativo di convincerlo che in realtà è una bambina e si chiama Marilyn, la stessa bambina bionda che i due assistenti avevano incontrato nel mondo reale. La malvagia Donna in bianco si accorge dell'intrusione dei tre e li attacca: durante uno scontro, circondati da corpi coperti da lenzuoli Elise salva Josh colpendo la Donna in bianco con un cavallo a dondolo, infine Josh e Carl fuggono nel mondo reale grazie a Dalton ed il filo del barattolo di latta. Nel mondo reale Josh è entrato nella lavanderia ma è crollato a terra proprio mentre stava per uccidere Dalton, dopo che nell'Altrove la Donna in bianco è stata colpita dal cavallo a dondolo, dopodiché si risveglia insieme a suo figlio.
Carl decide insieme alla famiglia di ipnotizzare sia Dalton che Josh, per far dimenticare a entrambi la loro capacità di viaggiatori e tutto ciò che è successo. L'ultima scena del film mostra Specs e Tucker andare a casa di due nuovi coniugi con due figlie: la piccola che vede i fantasmi (nella scena vede Elise che le dice di rimanere in silenzio) e l'altra più grande che dopo un incidente è costretta in sedia a rotelle. Elise va a parlare con lei ma subito dopo sente un rumore e nota che dietro la ragazza sta crescendo un'ombra. L'ultima inquadratura mostra Elise terrorizzata che esclama "Oh mio Dio!" e ansima.

## Distribuzione
Divieti
Il film è stato distribuito nelle sale cinematografiche statunitensi il 13 settembre 2013 con la classificazione di età PG-13 dalla MPAA "per le sequenze intense di terrore e violenza, ed elementi tematici". In Italia è uscito il 10 ottobre dello stesso anno.

## Incassi
Insidious 2 ha incassato in tutto il mondo oltre 160 milioni di dollari, superando enormemente il budget di 5 milioni.

## Curiosità
Nella scena in cui Specs e Tucker a casa di Elise visionano per la prima volta il filmato dell'ipnosi di Josh, si può notare come alcune lettere che compongono la marca del videoregistratore siano state cancellate, per fare in modo che le restanti compongano la parola "panic".
Nella scena in cui Specs e Tucker fanno vedere il filmato dell'ipnosi a Lorraine, nello stacco sul desktop del computer, si può vedere per un secondo una foto che ritrae gli attori Leigh Whannell e Angus Sampson con il regista James Wan in mezzo.
In una scena, Lorraine sta guardando un film in TV, si tratta di Carnival of Souls di Herk Harvey.

## Prequel
Lo sceneggiatore dei primi due film Leigh Whannell, ha ereditato la regia di Wan che ha deciso di lasciare il franchise e dedicarsi ad altri progetti. Insidious 3 - L'inizio è uscito il 3 giugno 2015 nelle sale cinematografiche italiane, scritto e diretto dallo stesso Whannell. Narra degli eventi che sono accaduti prima della famiglia Lambert e il cast è stato completamente rivoluzionato. Lo stesso Whannell, così come è accaduto per gli altri due film, ha avuto un ruolo.